# Horst Bauer (Verleger)
Horst Bauer (* 27. März 1923 in Berlin-Pankow; † 19. November 2007) war ein deutscher Verleger.

## Werdegang
Bauer kam als Sohn des Wilhelm Bauer in Berlin zur Welt. Sein Vater war Vorstandsmitglied des Flugzeugherstellers Focke-Wulf. Nach Studium und Promotion zum Dr. iur. utr. trat er 1951 in den Verlag des Hanauer Anzeigers ein. Nach dem Tod seines Schwiegervaters Paul Nack übernahm er 1968 die Leitung des Unternehmens. 1970 rief er das Anzeigenblatt Hanauer Wochenpost ins Leben, 1974 übernahm er die Langenselbolder Zeitung. Ab 1985 leitete er das Unternehmen gemeinsam mit seinem Sohn Thomas.
Er war Vorstandsmitglied im Verband Hessischer Zeitungsverleger sowie Vorsitzender und Vorstandsmitglied der Standortpresse und des Verbands deutscher Lokalzeitungen. Von 1982 bis 1994 war er Präsident der IHK Hanau-Gelnhausen-Schlüchtern.

## Ehrungen
- 1976: Bundesverdienstkreuz I. Klasse
- 1983: Großes Verdienstkreuz der Bundesrepublik Deutschland
- 1990: Großes Verdienstkreuz mit Stern der Bundesrepublik Deutschland
- Ehrenbrief des Landes Hessen
- Ehrenplakette in Gold der Stadt Hanau